# Ulrich Tukur
Ulrich Tukur est un acteur, musicien et romancier allemand, né le 29 juillet 1957 à Viernheim (Allemagne).
Il est révélé au grand public en 2002 par son rôle dans Amen. réalisé par Costa-Gavras, dans lequel il joue le rôle de Kurt Gerstein, un militaire allemand.
À partir des années 2000, il poursuit une carrière européenne et internationale, tournant ainsi dans des films européens et américains. On peut citer Solaris (2002) de Steven Soderbergh, La Vie des autres (2006) de Florian Henckel von Donnersmarck (pour lequel il est récompensé par le prix du meilleur acteur dans un second rôle par le Deutscher Filmpreis), Le Ruban blanc (2009) de Michael Haneke, In the Fade (2017) de Fatih Akin.

## Biographie

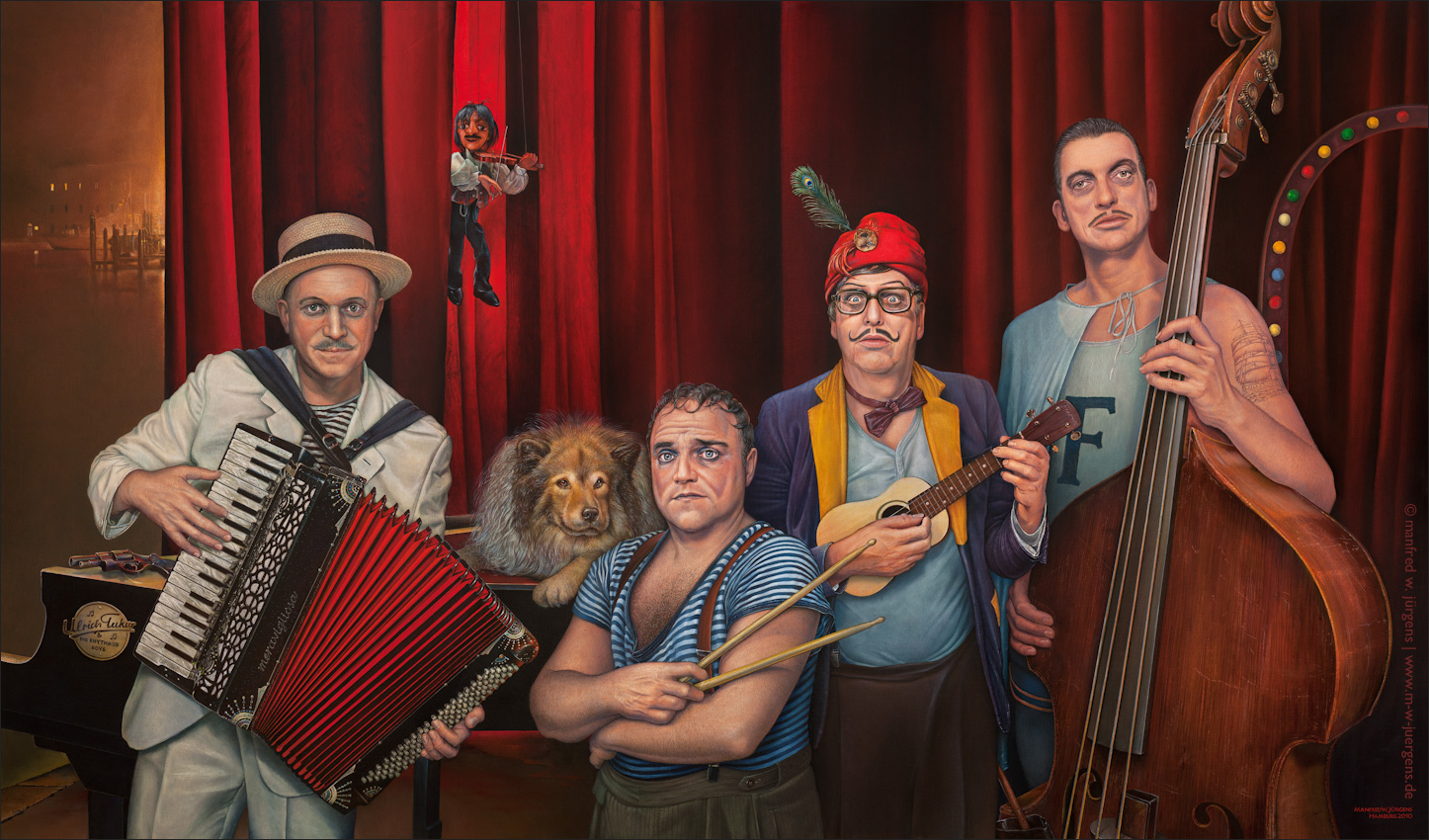
Ulrich Tukur avec son groupe de musiciens, les Rhythmus Boys, tableau de (2010).

### Origines et formation
Ulrich Tukur naît sous le nom d’état civil de  Ulrich Gerhard Scheurlen le 29 juillet 1957 à Viernheim (Allemagne), de Jery Tukur et Ortrud Scheurlen.
Il sort de la High School (lycée) à Boston, aux États-Unis, et est diplômé de l'université Eberhard Karl de Tübingen.

### Carrière
En 2006, il joue dans Das Leben der Anderen (La vie des autres), une fiction dans laquelle un couple d'artistes est observé dans son intimité par la Stasi en RDA. En 2017, il joue dans Aus dem Nichts, bien que n’assurant qu’une participation, il campe aux assises un témoin marquant de son fils pro-nazi et assassin crapuleux qu’il dénonce par insinuations.

### Vie privée
Par son premier mariage, Ulrich Tukur est le père de Lilian et Marlene Tukur.
Ulrich Tukur épouse en secondes noces la photographe Katherina John.

## Décoration
- Chevalier de l'ordre des Arts et des Lettres (2011)[2].

## Filmographie

### Cinéma
- 1982 : La Rose blanche (Die Weiße Rose) : Willi Graf
- 1983 : Die Schaukel : Lhombre
- 1984 : Die Story : Alexander
- 1984 : Kaltes Fieber : Michael
- 1986 : Stammheim : Andreas Baader
- 1988 : Felix : Felix
- 1988 : Ballhaus Barmbek
- 1992 : Le Mystère de la salle d'ambre jaune (Die Spur des Bernsteinzimmers) de Roland Gräf : Siegfried Emmler
- 1992 : Den Demokratiske terroristen : Siegfried Maak
- 1994 : Felidae (voix) : Francis
- 1994 : Rotwang muß weg! (de) : l'ami de Bruno
- 1995 : Mutters Courage : officier SS
- 1996 : Tár úr steini (Tears of Stone)
- 1996 : Beim nächsten Kuß knall ich ihn nieder : Conrad Veidt
- 1996 : Charms Zwischenfälle
- 1999 : Annaluise et Anton (Pünktchen und Anton) (non crédité)
- 2000 : Apokalypse 99 - Anatomie eines Amokläufers
- 2000 : Bonhoeffer: Agent of Grace : Dietrich Bonhoeffer
- 2000 : Heimkehr der Jäger : rôle principal
- 2001 : Taking Sides : Le Cas Furtwängler (Taking sides) : Helmut Alfred Rode, 2e violoniste
- 2002 : Amen. de Costa-Gavras : Kurt Gerstein
- 2002 : Solaris : Gibarian
- 2005 : Le Couperet : Gérard Hutchinson
- 2006 : La Vie des autres : Oberstleutnant Anton Grubitz
- 2006 : Dans la tourmente (Within the Whirlwind) de Marleen Gorris : Dr. Anton Walter
- 2007 : Où est la main de l'homme sans tête de Guillaume Malandrin et Stéphane Malandrin : Peter
- 2007 : Clara de Helma Sanders-Brahms : Robert Schumann
- 2008 : Duel au sommet (Nordwand) de Philipp Stölzl : Henry Arau
- 2008 : Séraphine de Martin Provost : Wilhelm Uhde
- 2009 : Eden à l'ouest de Costa-Gavras
- 2009 : John Rabe, le juste de Nankin de Florian Gallenberger : John Rabe
- 2009 : Le Ruban blanc de Michael Haneke : le baron Armin
- 2011 : Le Cochon de Gaza de Sylvain Estibal : le représentant des Nations unies
- 2011 : Largo Winch 2 de Jérôme Salle : Dwight Cochrane
- 2013 : Fugues marocaines de Caroline Link
- 2014 : Week-ends d'Anne Villacèque
- 2017 : Aus dem Nichts de Fatih Akin
- 2019 : Adults in the Room de Costa-Gavras
- 2020 : Open Season (Jagdzeit) de Sabine Boss

### Télévision
- 1983 : Liebe Melanie
- 1986 : Lenz oder die Freiheit (série) : Friedrich Engels
- 1989 : Das Milliardenspiel (série) : Gerd Asselt
- 1990 : Le Dernier sous-marin (Das Letzte U-Boot) : premier officier de quart Röhler
- 1991 : Lulu : Alwa Schöning
- 1991 : Die Kaltenbach-Papiere (de) (série)
- 1993 : Wehner - Die unerzählte Geschichte : Wehner (jeune)
- 1993 : Maus und Katz : Fred Tonndorf
- 1994 : Der König : Peter Kissling (épisode Lebendig begraben)
- 1995 : Der Mörder und sein Kind : Martin Dreyer
- 1995 : Blaubarts Orchester
- 1995 : Draußen vor der Tür
- 1995 : Das Alibi : Dr. Thomas Lamprecht
- 1995 : Geschäfte : Dr. Weiß
- 1995 : Nikolaikirche : Schnuck
- 1996-2005 : Tatort, épisodes :
  - Perfect Mind: Im Labyrinth (1996) : Hanno Haak
  - Filmriss (2002) : Dr. Meister
  - Das Böse (2003) : Petzold, le mauvais
  - Der Teufel vom Berg (2005) : Georg Hochreiter
- 1997 : Ein Vater sieht rot : Matthias Heller
- 1997 : Einmal Casanova sein
- 1997 : Freier Fall : Werner März
- 1997 : Dangereuse séparation (Blutige Scheidung) : Bernd
- 1998 : Rex, chien flic (Kommissar Rex) : rôle ? (épisode: La mort de Moser (Mosers Tod))
- 1998 : Das Böse : Johannes Lenz
- 1999 : Die Beste Party - Heimatabend 1999
- 1999 : Le Dernier vol (Warten ist der Tod) : Jürgen Venske
- 2000 : Jedermann : Jedermann
- 2000 : Probieren Sie's mit einem Jüngeren : nouvel homme
- 2001 : Les Enquêtes du professeur Capellari (Die Verbrechen des Professor Capellari: Zerbrechliche Beweise) : Alexander
- 2002 : Ein Abend mit Evelyn Hamann : invité
- 2004 : Die Dreigroschenoper : Macheath, ou Mackie Messer
- 2004 : Stauffenberg, l'attentat ou Operation Valkyrie : Henning von Tresckow
- 2004 : Die Fremde Frau : Alexander Brandenburg
- 2004 : Mein Vater, meine Frau und meine Geliebte : Dr. Mohrauer
- 2005 : Der Lord von Barmbeck : scénariste et rôle de Julius Adolf Petersen
- 2005 : Die Nacht der großen Flut : Helmut Schmidt
- 2005 : Die Luftbrücke - Nur der Himmel war frei : général Lucius Dubignon Clay Jr.
- 2006 :  Une Famille Parfaite : Patrick Mario Bernard / Pierre Trividic
- 2006 : Dornröschen erwacht : Dr. Seebaldt
- 2006 : Heute heiratet mein Mann : Dr. Agatz
- 2006 : Rosa Roth - Sechs Tage zuviel (série) : Peter Nikolai
- 2012 : L'Homme-chat (Der grosse Kater)  de Wolfgang Panzer : le docteur Stotzer / Pfiff
- 2012 : Rommel, le guerrier d'Hitler de Niki Stein : Erwin Rommel
- 2016 : Volupté singulière (Gleißendes Glück), de Sven Taddicken (Jagdzeit) de Sabine Boss[pas clair]
- 2021 : Faking Hitler, l'arnaque du siècle (série) : Hans Stölzl

## Discographie

### Musique
- 1989 - Ulrich Tukur, Tanzpalast, Sony
- 1998 - Ulrich Tukur & Die Rhythmus Boys, Meine Sehnsucht ist die Strandbar, Metronome
- 2001 - Ulrich Tukur & Die Rhythmus Boys,  Wunderbar, dabei zu sein, Tacheles! (Roofmusic)
- 2003 - Ulrich Tukur & Die Rhythmus Boys, Morphium, Tacheles! (Roofmusic)
- 2003 - Peter Lohmeyer & Fink mit Ulrich Tukur, Bagdad Blues, Trocadero (Indigo)

### Livre audio
- 2000 - Herr Ober, bitte einen Tänzer. Aus dem Leben eines Eintänzers de Billy Wilder, Patmos
- 2002 - Der Frauenmörder de Hugo Bettauer, Roof Music
- 2002 - Ich hab im Traum geweinet, Ulrich Tukur singt und spricht Heinrich Heine, dirigé par Efim Jourist Quartett, Hoffmann & Campe
- 2004 - Gebrauchsanweisung für Italien de Henning Klüver, Roof Music
- 2004 - Venedig (auteur et lecteur), Hoffmann & Campe
- 2005 - Die Verwirrung des Zögling Törless de Robert Musil, Dhv der Hörverlag
- 2005 - 36 Stunden. Die Geschichte vom Fräulein Pollinger de Ödön von Horváth, Tacheles
- 2006 - Freiheit ist ein Werk von Worten de Dietrich Bonhoeffer, Random House Audio

## Publications
- (de) Die Seerose im Speisesaal. Venezianische Geschichten [« Le nénuphar dans la salle à manger. Histoires vénitiennes »], Berlin, éditions List, 2005 (ISBN 3-548-60839-6).
- Wehe, wirre, wunderliche Worte. Deutsche Liebesgedichte [« Mots malheureux, confus et étranges. Poèmes d’amour allemands »], poèmes sélectionnés par Ulrich Tukur, photographies de Katharina John, Berlin, éditions Ullstein, 2011  (ISBN 978-3-550-08864-3).
- Die Spieluhr [« La boîte à musique »], Berlin, Ullstein, 2013  (ISBN 978-3-550-08030-2).
- Der Ursprung der Welt [« L'origine du monde »], Francfort, éditions S. Fischer, 2019  (ISBN 978-3-10-397273-3).